# Michigan Bell Building
El Michigan Bell Building es un edificio industrial y de oficinas ubicado en 309 South Washington en Saginaw, Míchigan. Fue incluido en el Registro Nacional de Lugares Históricos en 1982.

## Historia
A finales de la década de 1920, Michigan Bell necesitaba una nueva instalación para albergar equipos telefónicos de marcación. Contrataron a la firma Smith, Hinchman & Grylls de Detroit para diseñar este edificio. La construcción del edificio comenzó en 1930. Se construyó una adición en 1974. La flexibilidad del edificio permitió a Michigan Bell, y más tarde a AT&T, continuar usando el edificio durante la década de 2010s.

## Descripción
El Michigan Bell Building es una estructura art déco de piedra caliza de siete pisos con pisos superiores escalonados. Los dos primeros pisos se unifican detrás de altas aberturas de ventanas. Los amplios corredores de piedra separan del tercer al sexto piso. Los pisos siete y ocho están retranqueados y decorados con chevrones en bajorrelieve. Para acomodar el equipo pesado, el edificio fue diseñado para soportar más del doble del peso del piso por pie cuadrado de un edificio de oficinas estándar.